# Cam Newton
Cameron Jerrell "Cam" Newton, född 11 maj 1989 i Atlanta, Georgia, är en amerikansk fotbollsspelare (quarterback) som senast spelade för NFL-laget Carolina Panthers. Newton är känd för sin fysiska överlägsenhet och sina kvalitéer att springa med bollen som quarterback.

## Collegekarriär
Efter att ha imponerat i High School hade Newton flera stora college att välja mellan. Newton valde att spela för University of Florida och deras fotbollslag Florida Gators. Newtons tid i laget och skolan gick inte som planerat. Efter begränsad speltid i sina två första säsonger i Florida och en stöldskandal där Newton misstänktes vara delaktig i stölden av en dator från en annan elev. Valde Newton att byta skola till Blinn College i Texas. Efter en imponerande säsong bytte sedan Newton tillbaka till en av de stora skolorna Auburn University. På Auburn tog Newtons karriär fart på riktigt och i hans enda säsong på skolan kastade han för 2854 yards och 30 touchdowns på 14 matcher. Han sprang även för 1473 yards och 20 touchdowns. Han ledde laget igenom hela säsongen utan att förlora en enda match och efter säsongen belönades han med Heisman Trophy. Priset tilldelas till den bästa collegespelaren varje år. Efter säsongen ställde Newton upp i 2011 års NFL draft. I draften valdes han först av alla spelare av Carolina Panthers.

## NFL-karriär
Newton gjorde sin NFL debut borta mot Arizona Cardinals den 11 september 2011. Carolina förlorade matchen med 28-21 men Newton passade för 422 yards. Därmed satte han rekordet för passade yards i en NFL-debut. Newton fortsatte att prestera i sin första säsong och avslutade säsongen med 4051 passade yards vilket då var rekordet för passade yards av en rookie. Han satte rekordet för sprungna touchdowns av en quarterback i en säsong med 14 stycken. Han blev också den första rookien att passa för mer än 20 touchdowns och springa för mer än 10 touchdowns. Han blev den första spelaren i NFL historien att passa för mer än 4000 yards, springa för mer än 500 yards och springa för mer än 10 touchdowns i en och samma säsong. Efter säsongen tilldelades Newton priset Rookie of the Year.
I sin tredje säsong i NFL 2013 ledde Newton Carolina Panthers till sin första divisionstitel sedan 2008. Carolina vann 12 matcher och förlorade endast 4 matcher. Newton spelade i sin första slutspelsmatch men förlorade mot San Francisco 49ers hemma med 10-23. Säsongen efter ledde Newton återigen Carolina till en ny divisionstitel. Newton vann också sin första slutspelsmatch när han slog Arizona Cardinals hemma med 27-16 i Wild Card-rundan. I den matchen passade Newton för 198 yards och 2 touchdowns.
Säsongen 2015 klev Newton fram som den nya superstjärna i NFL. På 16 matcher i grundserien passade Newton för 3837 yards och 35 touchdowns mot endast 10 interceptions. Newton sprang dessutom för 636 yards och 10 touchdowns. Han ledde Carolina till sin tredje raka divisionstitel, första seeden i sin konferens och flest vinster i hela ligan, 15 stycken mot endast 1 förlust. I slutspelet fortsatte framgångarna och Carolina besegrade först Seattle Seahawks med 31-24 i divisionsrundan. Sedan slog Newton Arizona Cardinals med 49-15 för att hjälpa Carolina vinna sin första konferenstitel sedan 2003 och säkra en plats i Super Bowl 50. I Super Bowl förlorade man dock matchen mot Denver Broncos med 10-24.  Efter säsongen tilldelades Newton MVP priset som ges till den mest värdefulla spelaren i hela NFL. Newton vann dessutom priset bästa offensiva spelare i NFL.
År 2016 sprang Newton in sin 44:e touchdown i sin karriär vilket slog NFL rekordet för antalet sprungna touchdowns av en quarterback någonsin.